# Csutak Levente
Csutak Levente  (Kovászna, 1940. október 13. –) romániai magyar grafikus, szerkesztő.

## Életpályája
Képzőművészeti középiskolát végzett Marosvásárhelyen, a rajztanári diplomát Kolozsvárt a Ion Andreescu Képzőművészeti Főiskolán 1964-ben nyerte el. Előbb Nagyszebenben tanított, 1968-tól a brassói Új Idő, ill. 1969-től a Brassói Lapok című hetilap grafikai szerkesztőjeként működött. Képzőművészeti kritikái, esszéi itt jelentek meg.
1974-75-ben 101 folytatásban közölte Népi díszítésünk alapformái c. képsorozatát. Kiállítással nemcsak a nagyszebeni Brukenthal Múzeumban, a brassói Arta és Victoria teremben és Kolozsvárt a Korunk Galériában szerepelt, hanem külföldi tárlatokon is részt vett: Wrocławban, Barcelonában és Londonban.
A Vadárvácska Képzőművészeti Alkotótábor ötéves anyagából a Korunk Galériában rendeztek kiállítást 2010 februárjában. A tárlaton többek között Balázs József, Barabás Éva, Csutak Levente, Datu Victor, Gaál András, Hunyadi Mária, Kovács Géza, Major Gizella, Vetró András és Vetró Bodoni Zsuzsa alkotásait tekinthette meg a közönség.